# Хальбендорф (Мальшвиц)

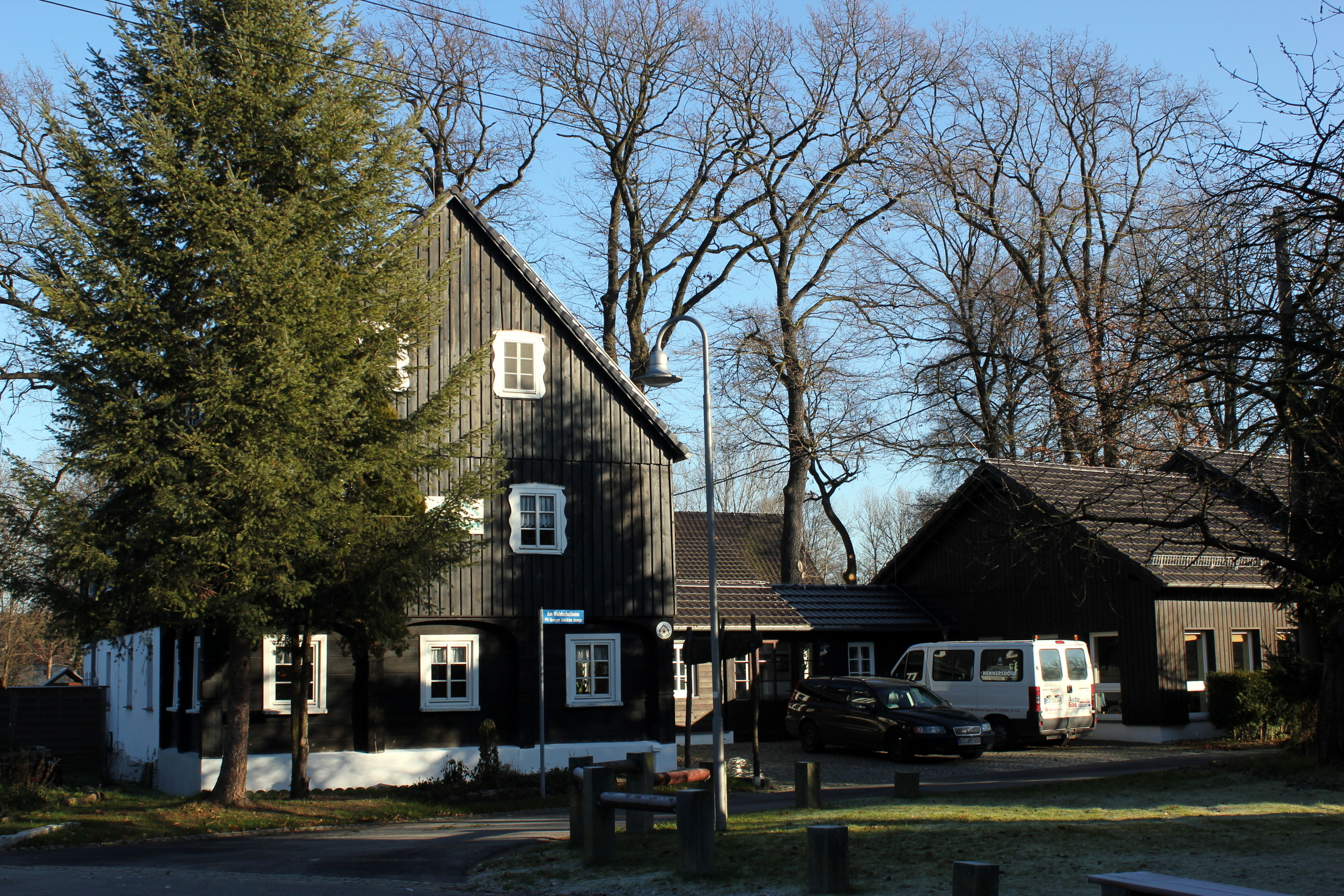

Ха́льбендорф или По́лпица (нем. Halbendorf/Spree; в.-луж. Połpicaо файле) — деревня в Верхней Лужице, Германия. Входит в состав коммуны Мальшвиц района Баутцен в земле Саксония. Подчиняется административному округу Дрезден.

## География
Находится на обоих берегах Шпрее примерно в двадцати километрах северо-восточнее Баутцена. На правом берегу реки ранее находилась деревня Гайслиц (Кислица), которая в 1977 году вошла в состав Хальбендорфа. Через деревню проходит автомобильная дорога S 121.
Соседние населённые пункты: на северо-востоке — деревни Цымпл и Турё коммуны Боксберг, на востоке — деревня Дубо коммуны Хоэндубрау, на юге — деревня Лемишов, на юго-западе — деревни Лихань и Кобелнь коммуны Гросдубрау и на северо-западе — деревня Нова-Вес.

## История
Впервые упоминается в 1374 году под наименованием Halbindorf.
До 1977 года была центром одноимённой коммуны с деревней Кислица, с 1977 по 1994 года входила в состав коммуны Нойдорф. С 1994 года входит в состав современной коммуны Мальшвиц.
В настоящее время деревня входит в состав культурно-территориальной автономии «Лужицкая поселенческая область», на территории которой действуют законодательные акты земель Саксонии и Бранденбурга, содействующие сохранению лужицких языков и культуры лужичан.
Исторические немецкие наименования.
- Halbindorf, 1374
- Halbendorff, 1419
- Hal(l)bendorff, 1565
- Halbendorf b. Bautzen, 1875
- Halbendorf a. d. Spree, 1908

## Население
Официальным языком в населённом пункте, помимо немецкого, является также верхнелужицкий язык.
Согласно статистическому сочинению «Dodawki k statisticy a etnografiji łužickich Serbow» Арношта Муки в 1884 году в деревне проживало 243 человека (из них — 238 серболужичан (81 %)).
Лужицкий демограф Арношт Черник в своём сочинении «Die Entwicklung der sorbischen Bevölkerung» указывает, что в 1956 году при общей численности в 324 человека серболужицкое население деревни составляло 71,3 % (из них верхнелужицким языком владело 165 взрослых и 66 несовершеннолетних).
| 1834 | 1871 | 1890 | 1910 | 1925 | 1939 | 1946 | 1950 | 1964 | 2011 |
| ---- | ---- | ---- | ---- | ---- | ---- | ---- | ---- | ---- | ---- |
| 137  | 103  | 81   | 193  | 263  | 324  | 323  | 330  | 336  | 202  |